# Otto von Pack
Otto von Pack (Meißen, 1480 circa – Bruxelles, 8 febbraio 1537) è stato un politico e truffatore tedesco, i cui intrighi nel 1528 – noti come "affari Pack" (Packsche Händel) –  rischiarono di trascinare l'Impero in una guerra tra principi cattolici e protestanti.

## Biografia
Poco si sa delle origini e della carriera di Pack. Nacque intorno al 1480 da un'antica famiglia nobile di Meißen, in Sassonia. Iniziò a studiare legge a Lipsia nel 1499, con il sostegno finanziario di un fratello. Dal 1519 fu al servizio del duca Giorgio di Sassonia come dottore iuris utriusque (diritto civile e diritto canonico). Nella prima metà degli anni 1520 divenne uno dei più importanti uomini politici della Sassonia albertina, rappresentando il suo signore nelle diete imperiali dal 1522 al 1526, sebbene non sia chiaro quale posizione ricoprisse – nei documenti si firmava come "consigliere". Alcune fonti divulgate all'epoca dell'affare Pack dimostrerebbero il suo coinvolgimento in varie truffe e malversazioni a scopo di lucro.
Nell'ottobre del 1527, il langravio d'Assia Filippo chiese a suo suocero Giorgio di Sassonia di inviare Pack in Assia, affinché si mettesse al servizio del Langraviato per la soluzione della questione dell'eredità della contea di Katzenelnbogen, contesa tra l'Assia e il Nassau. Una volta giunto a Kassel presso il langravio Filippo nel gennaio 1528, Pack gli riferì di essere a conoscenza di un'alleanza tra principi cattolici conclusa a Breslavia il 12 maggio 1527. All'alleanza avrebbero preso parte, oltre al suo vecchio signore il duca Giorgio di Sassonia, Ferdinando d'Ungheria e di Boemia, gli elettori Alberto di Magonza e Gioacchino di Brandeburgo, i duchi Guglielmo e Ludovico di Baviera, l'arcivescovo e cardinale Matthäus di Salisburgo, i vescovi Wiegand di Bamberga e Konrad di Würzburg. Scopo dell'alleanza sarebbe stato attuare l'Editto di Worms, eliminare l'eresia luterana e spodestare l'elettore Giovanni di Sassonia e lo stesso langravio Filippo, difensori degli evangelici. Pack, i cui motivi a quanto pare erano di natura prevalentemente finanziaria, presentò a Filippo una copia quasi certamente falsa del documento di alleanza.
Filippo reagì creando un'alleanza militare con Giovanni di Sassonia (Weimar, 9 marzo 1528) ed intavolando trattative diplomatiche con il re di Francia Francesco I, con Zapolya – il rivale di Ferdinando in Ungheria – e a quanto pare anche con la città libera di Strasburgo e con Federico di Danimarca. Alla fine del maggio 1528, lanciò l'offensiva militare, e le armi assiane si disposero al confine dell'arcidiocesi di Bamberga e della diocesi di Würzburg, che chiesero la protezione della Lega sveva.
Tuttavia, l'elettore di Sassonia Giovanni, su consiglio del suo cancelliere Gregor Brück e dei teologi protestanti Lutero, Melantone e Bugenhagen, decise di non appoggiare l'attacco preventivo ai territori cattolici. I principi accusati di partecipare all'alleanza di Breslavia, in particolare il duca Giorgio, affermarono con indignata protesta la propria innocenza e la falsità del documento. Pack non fu in grado di dimostrarne l'autenticità. La politica dell'Assia non poté più essere giustificata come atto di autodifesa. Le ostilità si conclusero – e l'affare Pack ebbe un esito incruento – quando Filippo riuscì a ottenere la disponibilità dei vescovi a rimborsare le spese che egli aveva sostenuto per attaccarli, nonché la rinuncia da parte di Alberto di Magonza alla giurisdizione ecclesiastica nel Langraviato e nel principato elettorale di Sassonia (Trattato di Hitzkirchen del 14 giugno 1528).
A seguito di questi eventi, Pack fu abbandonato dal langravio Filippo e perseguitato da Giorgio di Sassonia, che fece di tutto per vendicarsi dell'infedeltà dell'ex consigliere. A quanto pare, si recò a Wittenberg, Magdeburgo e Lubecca; nell'estate del 1529 si perdono le sue tracce fino all'arresto nei Paesi Bassi asburgici nel 1537. Sottoposto a tortura, confessò di aver inventato l'alleanza. Con sentenza delle autorità olandesi dell'8 febbraio 1537, fu condannato ad essere decapitato con la scure per tradimento e istigazione alla ribellione, e fu giustiziato lo stesso giorno.
La ricerca storiografica non ha potuto chiarire a fondo la dinamica degli eventi dell'affare Pack, e in particolare non ha potuto conclusivamente determinare se il langravio Filippo sia stato vittima di un inganno, oppure se abbia sfruttato le dichiarazioni di Pack per perseguire la propria politica e muovere guerra contro Magonza e Würzburg.

### Su Pack
- (DE) Friedensburg, Pack, Otto von, in Allgemeine Deutsche Biographie, vol. 25, 1887,  pp. 60-62.
- (DE) Gabriele Haug-Moritz, Pack, Otto von, in Neue Deutsche Biographie, vol. 19, 1999,  pp. 751-752.
- (DE) Kurt Dülfer, Die Packschen Händel: Darstellung und Quellen, Marburg, 1958, ISBN 978-3863540081.
- (DE) Pack (Biogr.), in Das große Conversations-Lexicon für die gebildeten Stände, 2.2.: Ouy-Peli, Hildburghausen, Bibliographisches Institut, 1848,  pp. 97-98.
- (EN) The Editors of Encyclopaedia, Otto von Pack, in Encyclopedia Britannica.
- (EN) Günther Wartenberg, Pack Affairs (Packsche Händel), in Religion Past and Present, 2011.

### Altre fonti citate
- Maria Antonietta Falchi Pellegrini, Il problema della resistenza nel pensiero dei Riformatori tedeschi, I: 1519-1529, Genova, ECIG, 1986, ISBN 88-7545-185-0.
- (DE) Ekkehart Fabian, Brück, (Bruck gen. Pontanus), Gregor (1485/86–1557), in Theologische Realenzyklopädie, vol. 7, Berlin-New York, de Gruyter, 1981,  pp. 212-216.
- (EN) Joachim Whaley, Germany and the Holy Roman Empire, vol. 1, Oxford, Oxford University Press, 2012, ISBN 978–0–19–873101–6.
- (EN) Theodor Kolde, Philip of Hesse, in The new Schaff-Herzog encyclopedia of religious knowledge, vol. 9, New York, London, Funk & Wagnalls, 1910.
- Erwin Iserloh, Josef Glazik e Hubert Jedin, Riforma e controriforma: crisi, consolidamento, diffusione missionaria, XVI-XVII secolo, in Hubert Jedin (a cura di), Storia della Chiesa, vol. 6, Milano, Jaca Book, 2001  [1967], ISBN 88-16-30246-1.

| Controllo di autorità | VIAF (EN) 25535366 · ISNI (EN) 0000 0000 3295 351X · BAV 495/155459 · CERL cnp00580648 · LCCN (EN) n91056269 · GND (DE) 124396739 |